# Inhibidor de la ribonucleasa
El inhibidor de la ribonucleasa (IR) es una proteína de gran tamaño (450 residuos, ~49 kDa), ácida (pI ~4.7) y rica en leucinas, que forma complejos muy estables con ciertas ribonucleasas.  Forma aproximadamente el 0.1% de la masa proteica total de la célula, y parece que tiene un papel importante en la regulación del tiempo de vida medio del ácido ribonucleico.
El IR tiene alto porcentaje de cisteínas, de aproximadamente el 6.5%, frente al 1.7% en otras proteínas.  También es rica en leucina (21.5%, comparado con el 9% en otras proteínas típicas) y una proporción mucho menor de residuos hidrofóbicos, especialmente valina, isoleucina, metionina, tirosina y fenilalanina.

## Estructura

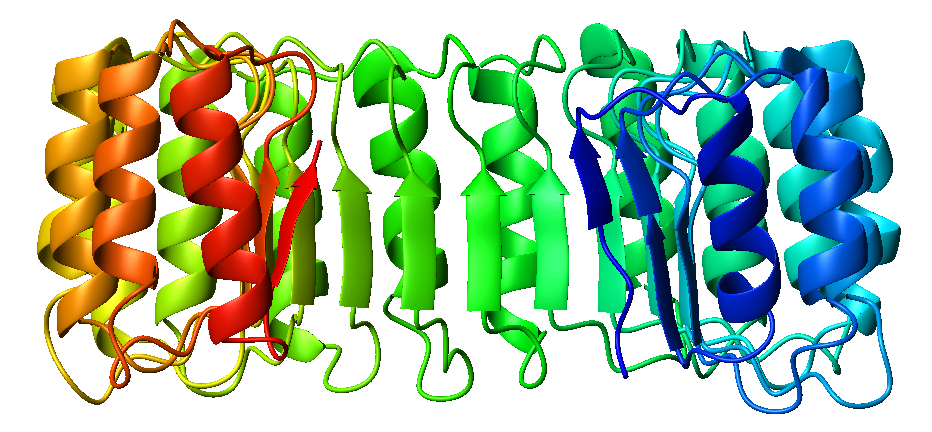
Vista lateral del inhibidor porcino de la ribonucleasa; las cintas están coloreadas desde el extremo N-terminal (azul) al C-terminal (rojo)

El inhibidor de la ribonucleasa es una proteína rica en leucina clásica, consistente en hélices alfa y láminas beta alternadas a lo largo de su esqueleto.  Estos elementos de estructura secundaria se enrollan formando un solenoide dextrógiro que recuerda a una herradura.  Las láminas beta y las hélices alfa forman la parte externa e interna de la herradura, respectivamente.  La estructura parece que está estabilizada por la presencia de asparaginas enterradas en la base de cada giro, al alternar entre hojas beta y hélices alfa.  Las repeticiones alfa-beta se dan cada 28-29 residuos, formando unidades de 57 residuos que se corresponden con su estructura genética, ya que cada exón codifica una unidad de 57 aminoácidos.

## Unión a ribonucleasas

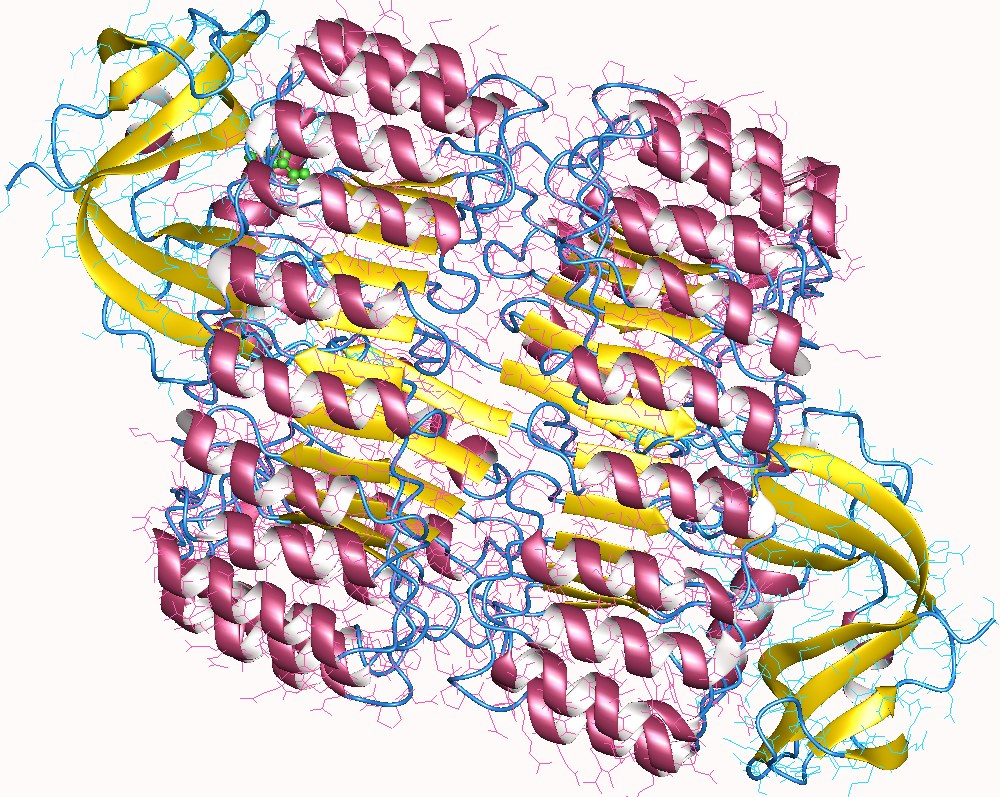
Complejo heterotetramérico entre la ribonucleasa I (amarillo) y el inhibidor (hélices violeta). Proteínas humanas.

La afinidad del IR con la ribonucleasa es una de las más altas descubiertas; la constante de disociación del complejo IR-RNasa I en condiciones fisiológicas está en el rango femtomolar, mientras que para la IR-angiogenina está por debajo de 1 fM.  A pesar de esta alta afinidad, el IR se puede unir a una amplia variedad de RNasas A aunque éstas tengan poca homología de secuencia.  Estudios cristalográficos y bioquímicos de los complejos IR-RNasa A sugieren que la interacción es debida a interacciones electrostáticas, incluyendo también una parte de interacción entre superficies internas.  La afinidad de la IR por las ribonucleasas es importante, ya que muchas de ellas tienen efectos citotóxicos y citostáticos que se correlacionan bien con su habilidad para formar complejos con la IR.
Los IR de mamíferos son incapaces de unirse a determinadas ribonucleasas pancreáticas de otras especies.  En concreto, las ribonucleasas de anfibios, como la ranpirnasa y la amfinasa de la rana leopardo del norte, no interaccionan con las IR de mamíferos y tienen diferentes efectos citotóxicos contra células cancerígenas.